# EOS (kriptopénz)
Az EOS.IO egy blockchain protokoll, melynek az alapja az EOS kriptovaluta. Az okos szerződések platformja azt ígéri, megszünteti a tranzakciós költségeket, és másodpercenként több millió tranzakciót képes végrehajtani.

## Története
A 2017-ben kiadott fehér könyv szerint az EOSIO platformot a block.one magánvállalat hozta létre, és 2018. január 1-től nyílt forráskódú szoftverként üzemel. Hogy a blockchain elindulásakor elegendő kezdő kriptovaluta álljon rendelkezésre, a block.one egy milliárd ERC-20 tokent osztott szét. Így minden érintett tudott indítani egy blockchaint, mikor megjelent a szoftver. A block.one CEO-ja, Brendan Blumer azt mondta, a block.one a tokenek eladásából befolyt egy milliárd dollárt az EOSIO blockchain rendelkezésére bocsátja. Később ezt az összeget 4 milliárd dollárra emelte, hogy támogassa a blockchaint az ICO időszaka alatt.
Az eredeti Dawn 1.0 tesztkörnyezetet 2017. szeptember 3-án, a Dawn 2.0 változatot 2017. december 4-ln, a Dawn 3.0-t 2018. január 25-én, a Dawn 4.0-t pedig 2018. május 7-én indították el.
Az EOSIO Dawn 1.0-e az EOSIO bányászával 2018. január 1-én indult el, és jelenleg az 1.8.1 változatnál tartanak.
2019-ben a block.one megegyezett az amerikai tőzsdefelügyeleti hatósággal, hogy a regisztrációm  nélkül kibocsátott 4 milliárd USD értékű kriptovaluta miatt befizet  24 millió USD büntetést. A döntés szerint nem kell kárpótlási ajánlatot közzé tenni, nem kell regisztrálni a tokeneket, és semmilyen kizárás nem érinti a céget.
Egy az Electric Capital elemzőcég által készített jelentésből kiderült, 2021-ben jelentős számú fejlesztőt veszített az EOS. A 2020. decemberi 125 aktív fejlesztőről egy évvel később a fejlesztők száma 80-ra esett vissza.

## A block.one, az EOSIO Ecosystem és az Everipedia
A block.one egy a Kajmán-szigeteken regisztrált vállalat, mely 2017 júniusban mintegy 4 milliárd USD értékben szerzett pénzt tokenek értékesítéséből. Jelenleg Daniel Larimer a block.one CTO-ja, aki korábban dolgozott a Bitshares, egy decentralizált tőzsde, kiépítésében, a Steemit, egy decentralizált társadalmi hálózat kiépítésében, és ő találta ki a decentralizált autonóm vállalat fogalmát is.
2017. december 6-án a profitorientált Everipedia, mely wiki alapú online enciklopédia, bejelentette, hogy az EOS blockchain használatával dolgoznak egy IQ nevű, szétosztásos kriptovalután. Ezzel akarják elősegíteni információk létrehozását. A cég céljai között ott van. Hogy egyes országok szüntessék meg az internet cenzúráját, és ehhez is a blockchain modellt akarják felhasználni.  A cél az, hogy amint az Everipedia decentralizált lesz és átkerül EOSIO platformra, az olyan országok mint Törökország vagy Irán, melyek blokkolták a Wikipédia elérhetőségét, többé ezt már ne htehessék meg, mert ott lesz az Everipedia kiágazása is. Mike Novogratz, a Galaxy Investment LP, egy kriptovalutás befektetési cég vezetője, és a block.one olyan szervezetek csoportját vezeti, mely 2018. február 8-án összességében 30 millió dollárt fektetett be az Everipediávba. Novogratz a block.one és a Galaxy Digital LP együttműködésének köszönhetően 325 millió USD alaptőkével létrehozta az EOSIO Ecosystemet.